# Hjemmefra
Hjemmefra er en dansk kortfilm fra 2016 instrueret af Cathrine Flintegaard-Poulsen.

## Handling
Denne artikel mangler et handlingsreferat. Hjælp os med at skrive det.

## Medvirkende
- Linda Elvira, Lærkes mor
- Nagham Finch, Huda
- Dick Kaysø, Fuglekigger
- Rosa Lawaetz, Lærke